# Hưng Lễ
Hưng Lễ là một xã thuộc huyện Giồng Trôm, tỉnh Bến Tre, Việt Nam.
Xã Hưng Lễ có diện tích 18,20 km², dân số năm 1999 là 7.502 người, mật độ dân số đạt 412 người/km².